# 戈里什內扎盧奇恰
48°24′34″N 25°29′41″E / 48.40944°N 25.49472°E
戈里什內扎盧奇恰（烏克蘭語：Горішнє Залуччя），是烏克蘭西部的村莊，隸屬伊萬諾-弗蘭科夫斯克州的科洛梅亞區。該村始建於1441年，面積364.1平方公里，2001年人口1,297，人口密度每平方公里125.2人。